# Awacaris kawasawai
Awacaris kawasawai is een vlokreeftensoort uit de familie van de Pontogeneiidae. De wetenschappelijke naam van de soort is voor het eerst geldig gepubliceerd in 1971 door Uéno.